# Henri Giffard

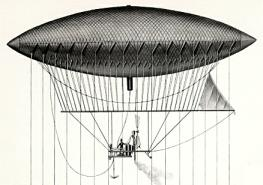
De dirigible

Henri Giffard (Parijs, 8 januari 1825 - ?, april 1882) was een Franse ingenieur en wetenschapper die het meest bekend is geworden door het door hem uitgevonden, door middel van een stoommachine aangedreven, luchtschip. Dit was het eerste luchtschip ter wereld dat in staat was een passagier te vervoeren en werd door hem "dirigible" ofwel bestuurbare ballon genoemd. Het met waterstof gevulde luchtschip was voorzien van een 3 pk stoommachine, waarmee een propeller werd aangedreven. 
Op 25 september 1852 maakte Giffard zijn eerste gecontroleerde vlucht van Parijs naar Trappes met een sigaarvormig, 43 m lang luchtschip, over een afstand van 27 km en een snelheid van 8 kilometer per uur. De wind was toen te sterk om het schip ook de terugweg te kunnen laten maken, zodat hij niet naar de startplaats kon terugkeren. Desondanks was hij wel in staat bochten en cirkels te maken, hiermee het bewijs leverend dat het luchtschip bestuurbaar en controleerbaar was.
Een andere uitvinding van Giffard is een injector, een op een pomp gelijkend toestel, geregistreerd in 1858, dat gebruikt wordt om containers onder druk te vullen of te ledigen door middel van het venturi-effect.
Als gevolg van het verlies van zijn gezichtsvermogen, pleegde Giffard in 1882 zelfmoord. Hij vermaakte zijn nalatenschap aan de Franse staat voor humanitaire en wetenschappelijke doeleinden. Hij is een van de 72 Fransen wier namen in reliëf op de Eiffeltoren zijn aangebracht.
- Bibliothèque nationale de France: cb13360816x (data)
- Gemeinsame Normdatei: 117544213
- International Standard Name Identifier: 0000 0001 1140 3962
- Library of Congress Control Number: n86837651
- Base Léonore: LH//1131/25
- Nationale Bibliotheek van Tsjechië: js20050516003
- SNAC: w61p0p3n
- Système universitaire de documentation: 119122758
- Virtual International Authority File: 22289873
- WorldCat: E39PBJcgvF4qrpqQ3RXm7B3PcP